# 겐카이정 (후쿠오카현)
겐카이정(玄海町)은 일본 후쿠오카현 무나카타군에 존재했던 정이다. 히비키나다와 겐카이나다의 분기점으로, 고대에는 교통의 요충지였다. 바다와 산 등 자연이 풍부하고 역사 깊은 신사와 사찰이 많아 관광객으로 붐비는 곳. 2003년 4월 1일, 무나카타시와 신설 합병해 무나가타시가 되면서 겐카이정은 소멸되었다. 다음은 소멸 전날까지의 정황을 기록한다.

## 역사
- 1955년 4월 1일 - 무나카타군 고나미토정, 다시마촌, 이케노촌, 미사키촌이 합병해 겐카이정이 성립하였다.
- 2003년 4월 1일 - 무나카타시와 합병해 무나카타시가 신설되어 소멸하였다.

## 참고문헌
- 『市町村名変遷辞典』東京堂出版、1990年。